# Bjarnarflag-Kraftwerk

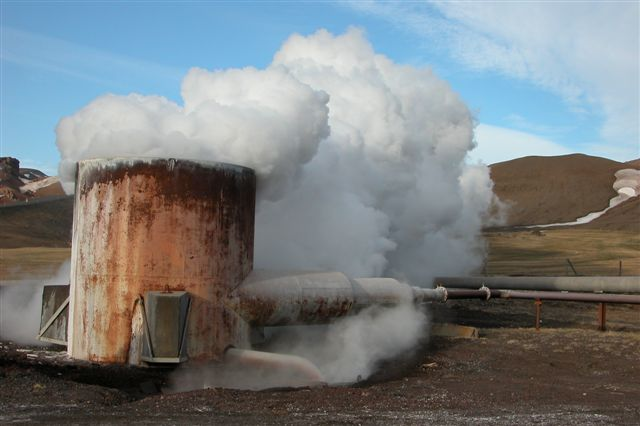
Bohrloch

Das Bjarnarflag-Kraftwerk (isl. Bjarnarflagsstöð = Bjarnarflagstation) ist ein Geothermalkraftwerk im Norden Islands im Mývatngebiet beim kleinen Ort Reykjahlíð. Es ist benannt nach dem Gebiet Bjarnarflag zwischen Reykjahlíð und dem Námaskarð.

## Geschichte
Ähnlich wie das größere Krafla-Kraftwerk nützt es die Energie des Zentralvulkans Krafla.
Die Planungen für dieses Kraftwerk begannen 1967 und es wurde am 5. März 1969 in Betrieb genommen. In dem Gebiet gab es vorher schon Bohrlöcher zur Nutzung der Erdwärme für das Kieselgurwerk bei Reykjahlíð.
Es ist mit einer installierten Leistung von 3,2 MW das älteste und kleinste Geothermalkraftwerk des Betreibers Landsvirkjun, der Bjarnarflag 1983 von der Fa. Laxá Power Company übernahm und etwa 7 km nordöstlich auch das Krafla-Kraftwerk mit einer Leistung von 60 MW unterhält. Die Gesamtproduktion an elektrischer Energie des Bjarnarflag-Kraftwerks liegt bei ca. 18 GWh/a.
Darüber hinaus liefert es Dampf für das lokale Fernheizsystem sowie für industrielle Anwendung.

## Vulkanausbrüche Kraflafeuer
Durch die Ausbruchsserie im System der Krafla zwischen 1975 und 1984 wurde auch das Kraftwerk beeinträchtigt.